# (11428) Alcinoös
(11428) Alcinoös – planetoida z grupy trojańczyków okrążająca Słońce w ciągu 12 lat i 82 dni w średniej odległości 5,3 j.a. Została odkryta 24 września 1960 roku w Obserwatorium Palomar przez Cornelisa i Ingrid van Houtenów na płytach Palomar Schmidt wykonanych przez Toma Gehrelsa. Nazwa planetoidy pochodzi od Alkinoösa, króla Feaków, który udzielił Odyseuszowi schronienie i pomoc. Przed jej nadaniem planetoida nosiła oznaczenie tymczasowe (11428) 4139 P-L.